# France 3 Nord-Pas-de-Calais
France 3 Nord-Pas-de-Calais Picardie jest częścią kanału France 3. Obejmuje regiony: Nord-Pas-de-Calais i Pikardia. Siedziby znajdują się w Lille jako France 3 Nord-Pas-de-Calais i w Amiens jako France 3 Picardie.

Logo telewizji

W latach 1975–1992 nazywała się FR3 Nord-Pas-de-Calais Picardie.